# Luis Cañadas
Luis Cañadas Fernández (Almería, Andalucía, 28 de enero de 1928-Madrid, 8 de febrero de 2013) fue un pintor y escultor español encuadrado en el Movimiento Indaliano.

## Biografía
Luis Cañadas nació en Almería el 28 de enero de 1928. En 1939, a los once años, comienza a estudiar arte y pintura en la Escuela de Artes y Oficios de Almería, después llamada Escuela de Arte de Almería. El 21 de diciembre de dicho año su padre es fusilado por la dictadura franquista. Fue alumno de Celia Viñas, quien le aníma y facilita su desarrollo como dibujante y pintor. En 1945 conoce a Jesús de Perceval y con él y cinco artistas más es cofundador del Grupo Indaliano o Movimiento Indaliano. Recibió una beca de la Diputación de Almería entre los años 1948 y 1950. Ocupó la cátedra de Pintura y Procedimientos en la Escuela de Artes de Almería entre los años 1955 y 1964. Fue pionero en la técnica del mosaico en Almería, la que posteriormente perfeccionaría en Madrid, ciudad en la que reside desde 1962. Ha trabajado además el óleo, el aguatinta, gouache y el fresco. Ha realizado en toda España más de treinta murales, mosaicos y vidrieras.
El cartel de la Feria de Almería de 1969 es obra suya, realizado junto con el fotógrafo también almeriense Carlos Pérez Siquier, empleando la imagen de una mojaquera con los atavíos típicos.
Es autor también de algunas obras literarias, como la colección de cuentos agrupados en el libro “Cuentos de un pintor”, aparecida en diciembre de 2010, obra presentada y editada por el Instituto de Estudios Almerienses.
Desde el año 2005 una afección ocular le impidió trabajar normalmente. Falleció en el Hospital Clínico de Madrid el 8 de febrero de 2013. Fue incinerado al día siguiente en el Crematorio de la Almudena.

## Obra y exposiciones
Ha realizado más de cuarenta exposiciones individuales, doce en Madrid (galerías Círculo 2 y Galería Quixote), veinticinco en Almería, y el resto en otras localidades; y unas setenta exposiciones colectivas, fundamentales las que nombraron al Movimiento Indaliano.

### Colectivas
- Granja Balear de Almería, en 1946, su primera exposición
- Exposición Indaliana en el Casino Cultural y Círculo Mercantil de Almería para seleccionar las obras destinadas a la exposición en Madrid de ese año, entre el 3 y el 16 de marzo de 1947
- Exposición Indaliana en el Museo de Arte Moderno de Madrid el 28 de junio de 1947 Sexto Salón de los Once de Academia Breve de Crítica de Arte
- Exposición de pintura Contemporánea Española (selección indaliana) en Buenos Aires (Argentina), el 21 de agosto de 1948
- Exposición de pintura Contemporánea Española (selección indaliana) en São Paulo (Brasil), en 1948
- VI Salón de los Once en el Museo Nacional de Arte Moderno de Madrid
- Colectiva en Arte Actual de Valencia, en 1960
- Colectiva en Círculo de Bellas Artes de Madrid
- Colectiva en Academia de San Antón de Madrid

### Individuales
- Individual en la Galería Quixote de Madrid
- Individual en Círculo 2 de Madrid
- Sala Pinazo de Valencia
- Galería Cero de Murcia[8]
- Exposición Antológica (75 obras), Castillo de Santa Ana, Roquetas de Mar (Almería), organizada por su Ayuntamiento y CajaGranada, octubre de 2008.[9]
- Centro cultural Caja Granada Puerta Real, Granada, del 3 de abril al 3 de mayo de 2009, 28 trabajos en óleo, mosaico y témpera, y 13 dibujos realizados con aguatinta y acuarela[10]
- Galería de Arte Jover, Almería, del 30 de abril al 29 de mayo de 2009

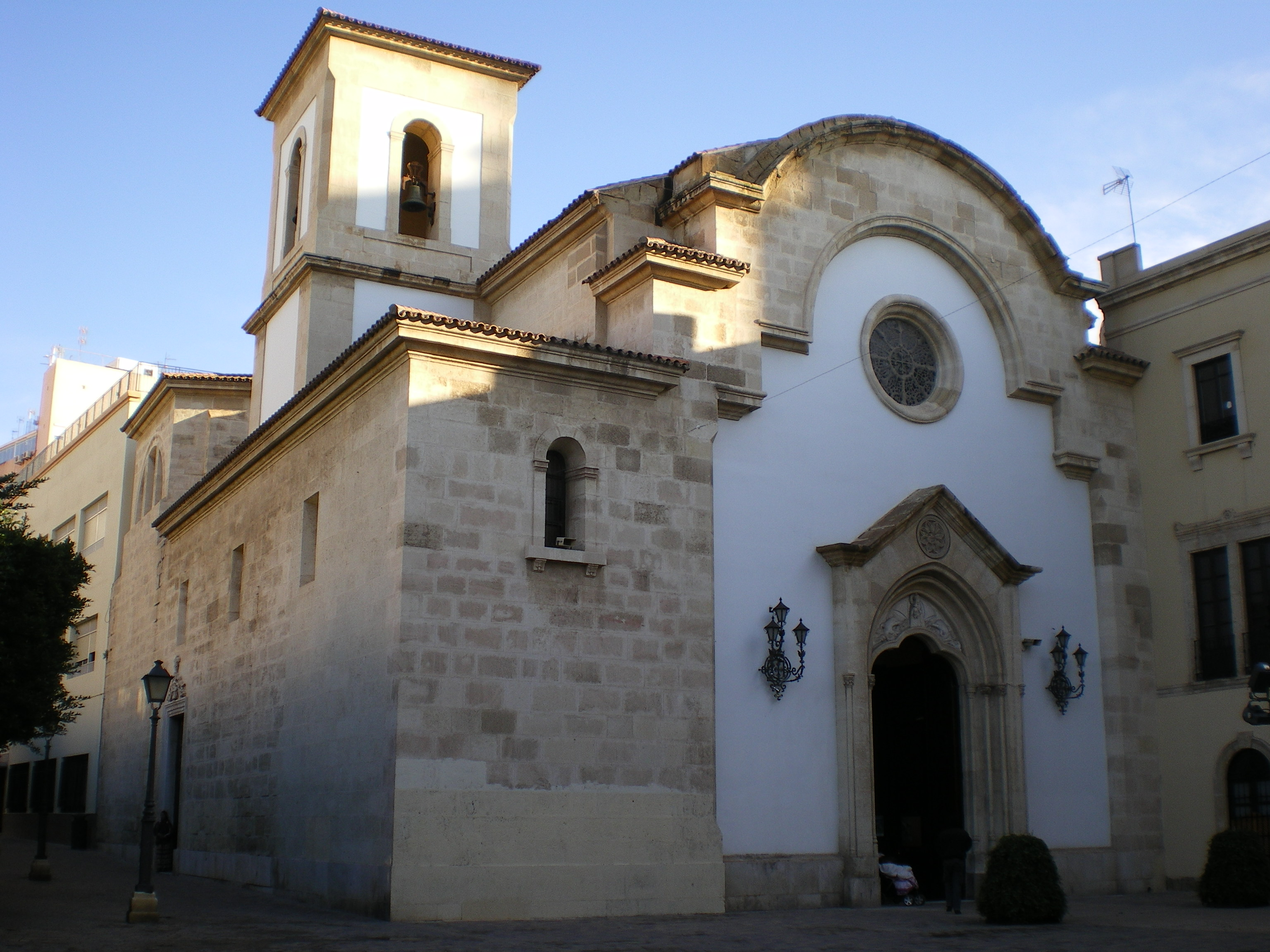
Santuario de la Virgen del Mar.

- Galería de Arte Jover, Almería, del 15 de noviembre al 15 de diciembre de 2010[11][12]

### Pinturas
- Ábside de la iglesia de Garrucha, encargo de su párroco Bartolomé Marín Fernández

### Vidrieras
- Basílica de Santo Domingo y santuario de la Virgen el Mar
- El Corte Inglés de Sevilla
- Facultad de Medicina de Madrid
- Palacio de Congresos de Madrid
- Antigua estación de autobuses de Almería, después convertida en centro comercial, junto con una colección de pinturas sobre motivos del tráfico de pasajeros y vehículos
- Sala principal de la antigua estación de tren de Almería, con una serie de imágenes de la Almería de finales del siglo XIX
- Iglesia San Pío X del Zapillo, Almería, en su baptisterio, y vitrales de cristal y cemento[13]

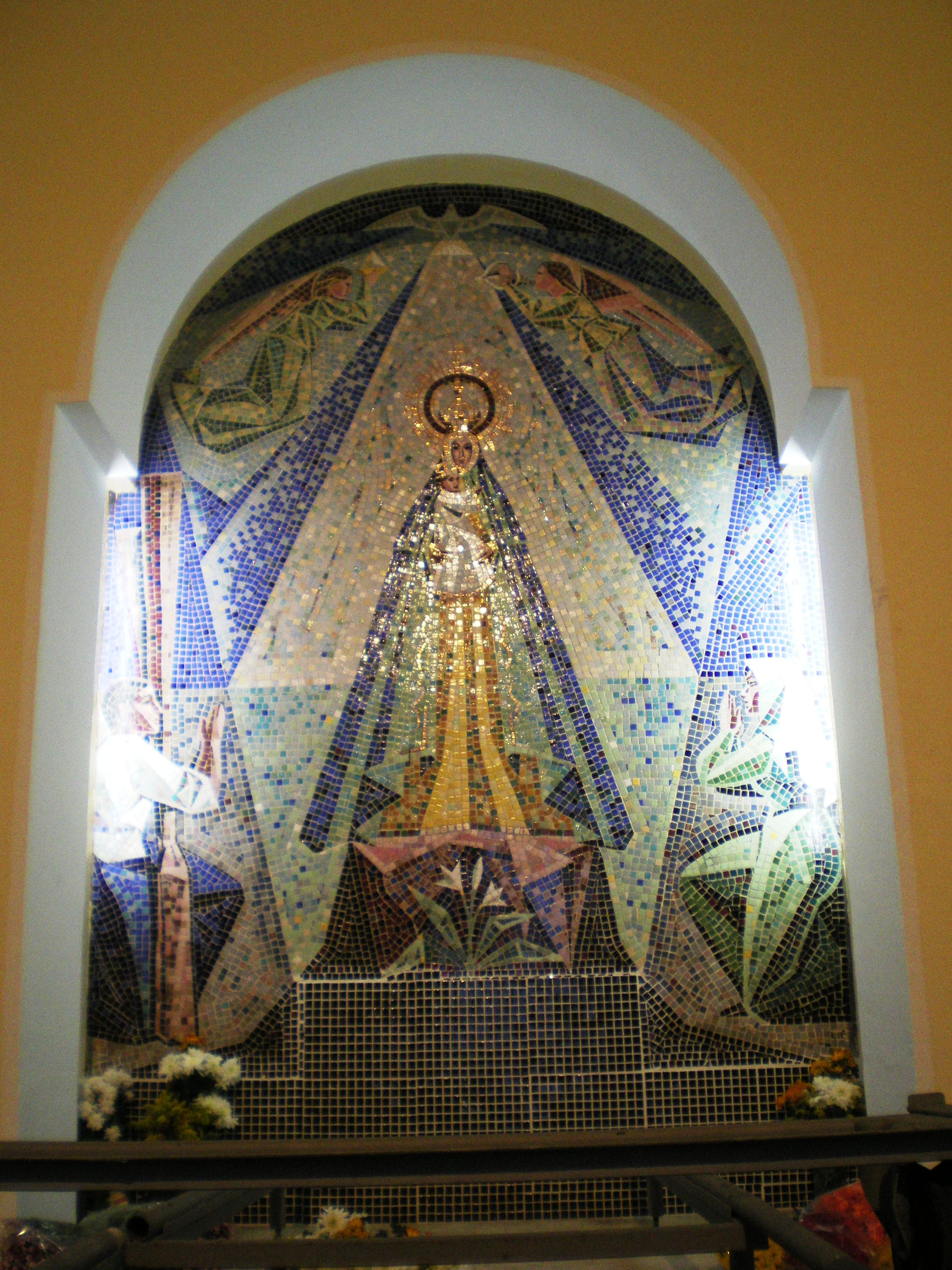
Mosaico dedicado a la Virgen del Mar, en la ermita de Torregarcía de Almería.

### Mosaicos
- Ermita de Torregarcía en Almería, en el testero principal con la imagen de la Virgen del Mar, patrona de la ciudad
- Iglesia de San Pío X del Zapillo, en la capilla del Sagrario, y cuadros con escenas de la Pasión, del año 1966

## Premios
- Premio Vázquez Díaz en 1948
- Premio Costa del Sol de Almería en 1961 y 1963
- Primer premio en el IV Certamen Nacional de Pintura de Almería
- XIV Premio de Artes Plásticas y Arquitectura “Jesús de Perceval 2000”[14]